# Edward Condon
Pour les articles homonymes, voir Condon.
Edward Condon, né le 2 mars 1902 à Alamogordo et mort le 26 mars 1974 à Boulder, est un physicien nucléaire américain, pionnier de la mécanique quantique, qui participa au développement du radar et des armes nucléaires pendant la Seconde Guerre mondiale. Il fut également directeur de recherche chez Corning Glass, directeur du National Bureau of Standards de 1945 à 1951, président de la Société américaine de physique en 1951 et de l'Association américaine pour l'avancement de la science en 1953 (ainsi que, à la fin de sa vie, professeur de physique à l'Université du Colorado à Boulder, où il dirigea une étude scientifique sur les OVNI financée par l'US Air Force). Il avait obtenu son doctorat de physique à l'université de Californie à Berkeley en 1926.

## La «controverse» Condon
En raison de ses travaux scientifiques et économiques (il fut en particulier à l'origine de la formulation générale du principe de Franck-Condon avec James Franck, et d'autres personnes et de l'énoncé des lois de Slater-Condon), Edward Condon rejoignit en 1943 le Projet Manhattan dont il démissionna six semaines plus tard en raison d'un conflit avec le général Leslie Groves, directeur militaire du projet.
Edward Condon fut l'un des physiciens dont la loyauté envers les États-Unis fut remise en cause par les membres du Congrès - dont Richard Nixon, qui réclama la révocation de son attestation de sécurité - à la fin des années 1940 et au début des années 1950. Le président ultra-patriotique de la House Un-American Activities Committee (HUAC, comité de la Chambre sur les activités anti-américaines), le Représentant John Parnell Thomas, l'appelle même « Docteur Condon, le maillon le plus faible » dans la sécurité américaine, voire le « chaînon manquant ».
En 1948, le Président des États-Unis Harry Truman - lors de la Réunion annuelle de l'Association américaine pour l'avancement de la science, et avec Edward Condon assis à ses côtés - désavoua John Parnell Thomas et la HUAC sur la base que la recherche scientifique vitale « peut être rendue impossible par la création d'une atmosphère dans laquelle personne ne se sent en sécurité vis-à-vis du public aigri par des rumeurs, bavardages et diabolisations infondés ». Il qualifia les activités de l'HUAC de « choses les plus antiaméricaines auxquelles nous avons affaire aujourd'hui. C'est le climat d'un pays totalitaire ».
Carl Sagan, qui fut étudiant d'Edward Condon, instruit justement le dossier d'Edward Condon présenté devant un comité de jugement de loyauté :
« Dr Condon, il est dit ici que vous avez été à la pointe d'un mouvement révolutionnaire en physique appelé… », le procureur lisant ici les mots lentement et avec précaution, « mécanique quantique. Il en découle que si vous pouviez être à la tête d'un mouvement révolutionnaire… vous pourriez être à la tête d'un autre ».
Edward Condon répondit que l'accusation était infondée, puisqu'il n'était absolument pas un « révolutionnaire ». Il leva sa main droite et déclara de manière solennelle : « je crois en la poussée d'Archimède, énoncée au IIIe siècle av. J.-C. Je crois dans les lois de Kepler sur le mouvement des planètes, découvertes au XVIIe siècle. Je crois dans les lois de Newton… » Il continua de la sorte, énumérant une longue liste de scientifiques dont le travail, effectué parfois des siècles avant, était toujours valable et respecté : la famille Bernoulli, Fourier, Ampère, Boltzmann, et Maxwell. L'HUAC n'apprécia pas son sens de l'humour, mais heureusement pour Condon, la charge la plus lourde que la commission put retenir fut qu'il distribua un journal socialiste lorsqu'il était au lycée.

## Le rapport Condon
De 1966 à 1968, Edward Condon dirigea le Projet UFO (projet OVNI) de l'Université du Colorado à Boulder. Bien qu’entaché par des conflits internes et la controverse, la conclusion du projet - que tous les OVNI ont des explications prosaïques - a été citée comme un facteur-clé pour expliquer le désintérêt général vis-à-vis des OVNI de la communauté scientifique et académique. Dans sa critique à charge du rapport, l'astronome J. Allen Hynek espérait que la réputation d'Edward Condon n'en serait pas amoindrie, écrivant : « il est dommage que, pratiquement à coup sûr, l'histoire populaire reliera désormais le nom du Dr Condon avec les OVNI, et seule l'histoire obscure de la physique lui accordera sa place réelle et se souviendra de sa brillante carrière de contribution à la compréhension… de la nature du monde physique. Les contributions sur les OVNI ne retiendront rien de lui, bien que son travail sur ce problème soit analogue à celui de Mozart produisant un travail alimentaire non inspiré, sans aucun rapport avec ses talents ».

## Hommages
Un cratère lunaire porte son nom.

## Source
- (en) Cet article est partiellement ou en totalité issu de l’article de Wikipédia en anglais intitulé « Edward Condon » (voir la liste des auteurs).